# Contea autonoma yao di Jianghua
La contea autonoma yao di Jianghua (江华瑶族自治县S, Jiānghuá Yáozú ZìzhìxiànP) è una contea della Cina, situata nella provincia di Hunan e amministrata dalla prefettura di Yongzhou.